# 175

## Nașteri
- dată necunoscută: Sfântul Valentin episcop italian și sfânt catolic (d. 273)

## Decese
- dată necunoscută: Papa Soter  (n. ?)
- dată necunoscută: Arrian  (n. 89)
- dată necunoscută: Avidius Cassius  (n. 130)
- dată necunoscută: Faustina cea Tânără  (n. 125)